# 1990년 칸 영화제
제43회 칸 영화제는 1990년 5월 10일부터 1990년 5월 21일까지 열린 영화제이다. 프랑스 칸에서 개최되었다.

## 수상

### 황금종려상
- 광란의 사랑 - 데이빗 린치 수상
- 추악한 사냥꾼 - 클린트 이스트우드

### 심사위원대상
- 죽음의 가시 - 오구리 코헤이 수상
- 틸라이 - 이드리사 오에드라오고 수상

### 감독상
- 택시 블루스 - 파벨 룽긴 수상

### 여우주연상
- 신문 - 크리스티나 잔다 수상

### 남우주연상
- 시라노 - 제라르 드빠르디유 수상